# Orlångsjö

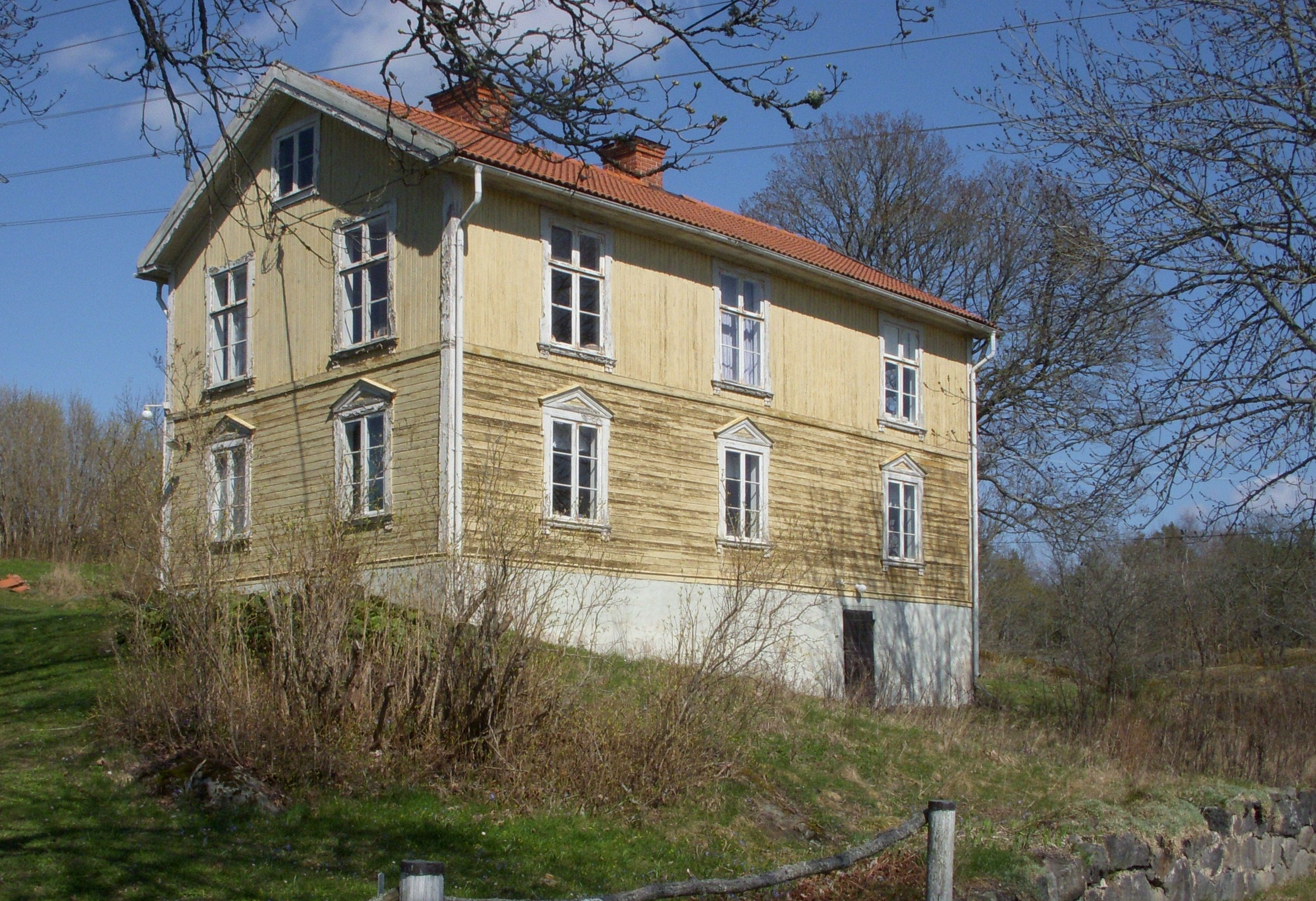
Stora Orlångsjö, huvudbyggnaden i april 2012

Orlångsjö är ett historiskt gårdskomplex med vidhängande naturområde i kommundelen Vidja-Ågesta i Huddinge kommun, Stockholms län. Området är rikt på fornfynd som tyder på bosättningar sedan yngre järnåldern. Här finns några kulturhistoriskt intressanta byggnader; Stora och Lilla Orlångsjö samt två av Huddinges fyra båtsmanstorp. Genom området går även en gammal skolväg, som numera heter Skolleden. Orlångsjö ingår till stora delar i Orlångens naturreservat.

## Namnet

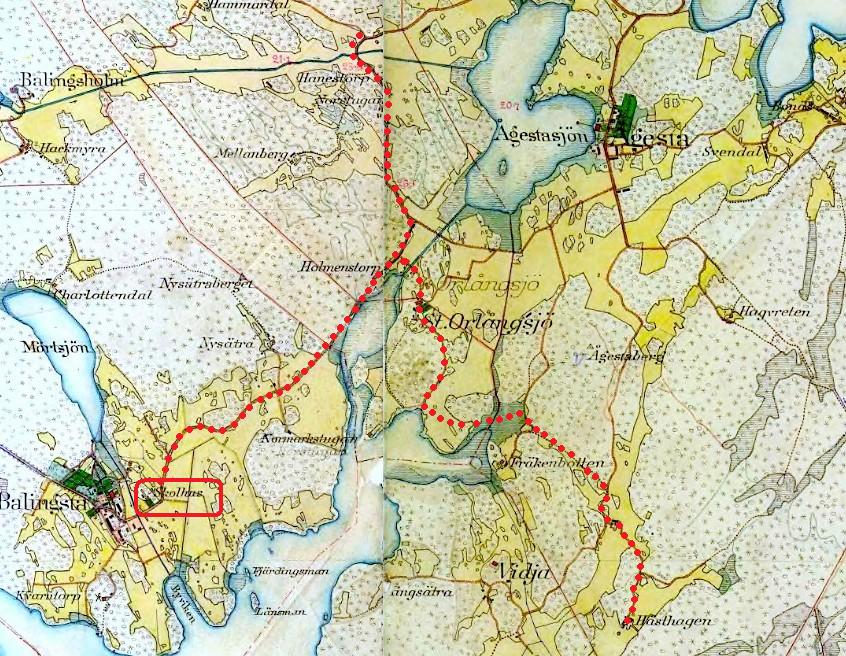
Orlångsjö 1901 och "Skolleden" (röda prickar).

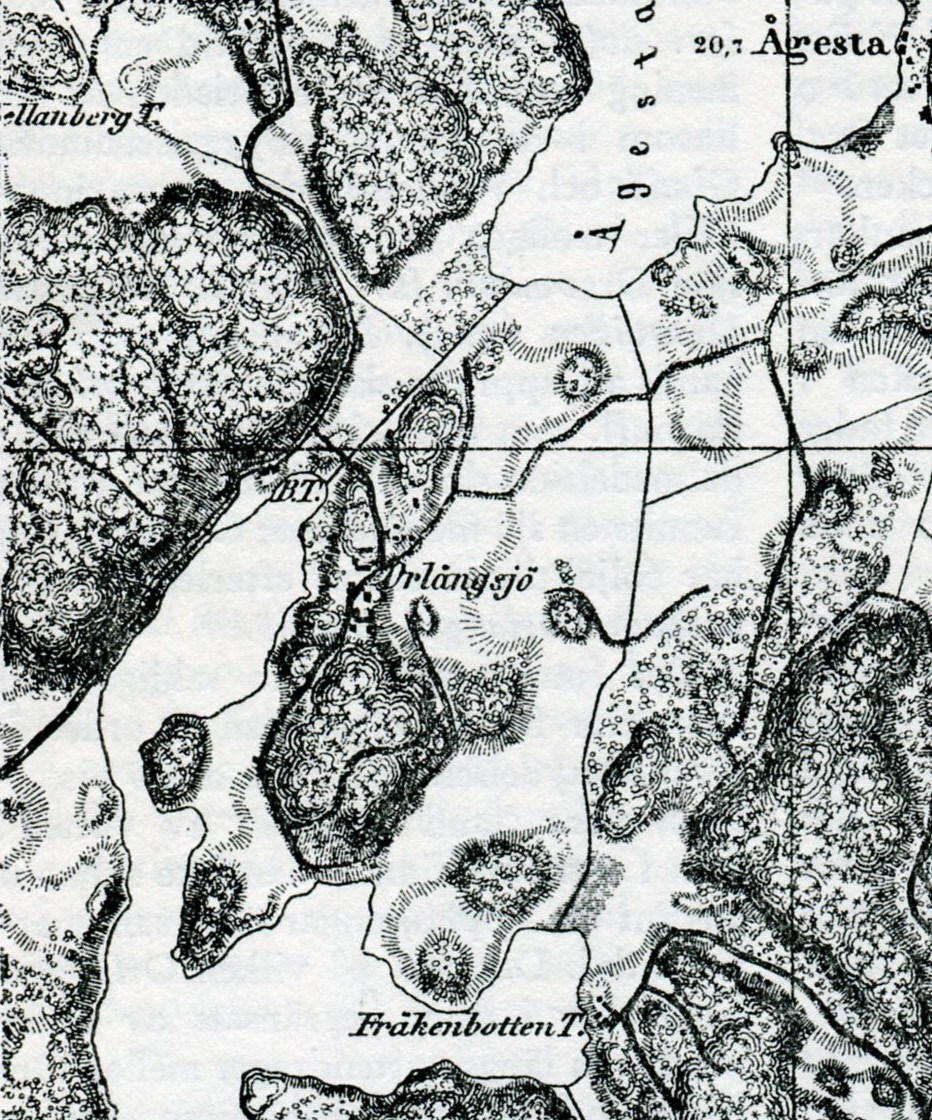
Området mellan Orlången och Ågestasjön 1861.

Namnet Orlångsjö härrör från den närbelägna sjön Orlången och finns i medeltida  skrifter som bland annat Orlangsio (1433), Orlangxsiø (1442) och Aarlonxö (1477). 
Enligt Jan Paul Strid (Ortnamn i Huddinge, 1981) är det dock sannolikt att efterleden -sjö avser egentligen -ö, liksom de gamla bebyggelsenamnen Gladö och Vendelsö. Strid menar att medeltida skrivare har vetet att det funnits en sjö med namnet Orlången och har följaktligen tolkat efterleden i bynamnet Orlångsö som "sjö". Ordet "ö" har ofta använts om enstaka upphöjningar i sankmarker och liknande. Gården Stora Orlångsjö ligger på en sådan upphöjning kringgärdad av sankmark.
Forntida fynd ring gården tyder på att denna upphöjning i dagens sankmark (bland annat Pumphusängen) under vikingatiden var en bebodd ö som var omgiven av vatten. För 1000 år sedan stod vattennivån cirka fem meter över den nuvarande (se Landhöjningen i Stockholm ). Öns högsta höjd med drygt 60 meter över havet är dagens Borgberget. På toppen ligger den forntida Ågestaborgen. Här gick även en vikingatida farled mellan Orlången och Ågestasjön och vidare till Magelungen. En rest av denna farled är dagens Orlångsån.

## Landskapet
Trakten Orlångsjö ligger söder och väster om Ågestasjön och gränser i syd mot en norra vik av sjön Orlången och i norr mot Magelungen. I öst vidtar trakten Ågesta. Orlångsjö avsöndrades förmodligen från Ågesta under yngre järnålder. Byn har haft sitt ursprungliga läge i närheten av två förmodade gårdsgravfält från yngre järnålder.
Området är inte exploaterat och präglas av ett omväxlande kulturlandskap med gammal odlingstradition och slingrande sockenvägar. En av dessa vägar kallas idag Skolleden, det är den gamla skolvägen som gick från Hanestorp (se nedan) och Vidja till Balingsta skola vid Balingsta gård. Skolleden går delvis på en mycket gammal sockenväg som förr var kyrk- och postväg mellan Ågesta och centrala Huddinge. Vid vägen låg Orlångsjö krog som på 1600- och fram till 1800-talet står antecknat som krog.
I området finns flera torp och gårdar, bland dem Stora Orlångsjö och Lilla Orlångsjö. I den södra delen, som är bergigare och har mer barrskog, finns  två fornborgar; Ågestaborgen och Orlångsjös fornborg. De låg på var sida om den forntida farled som gick mellan Orlången och Ågestasjön.

### Bilder, landskapet

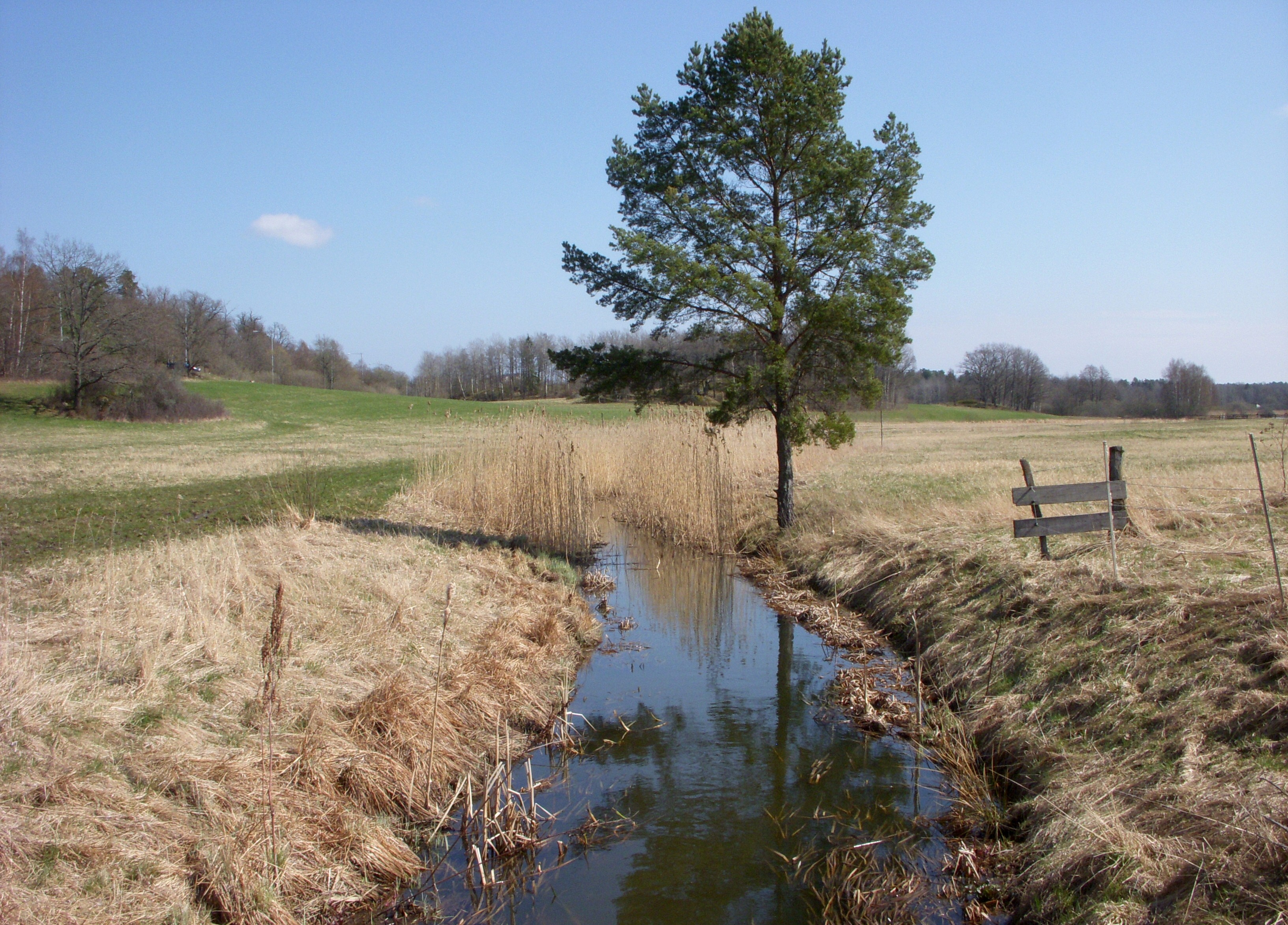
Trehörningsån är en av Ågestasjöns tillflöden
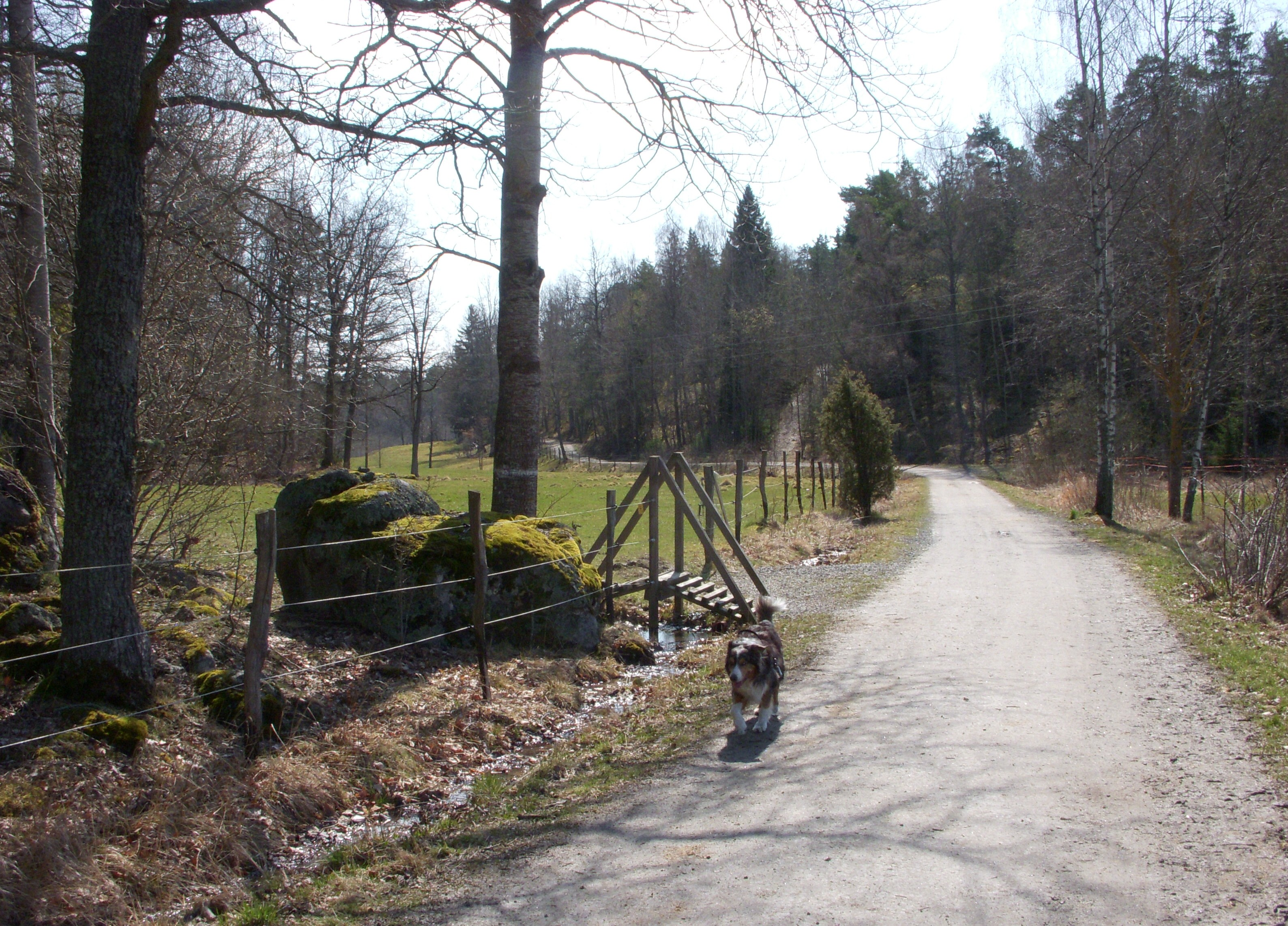
Gamla skolvägen (Skolleden) mot Ballingsta söderut
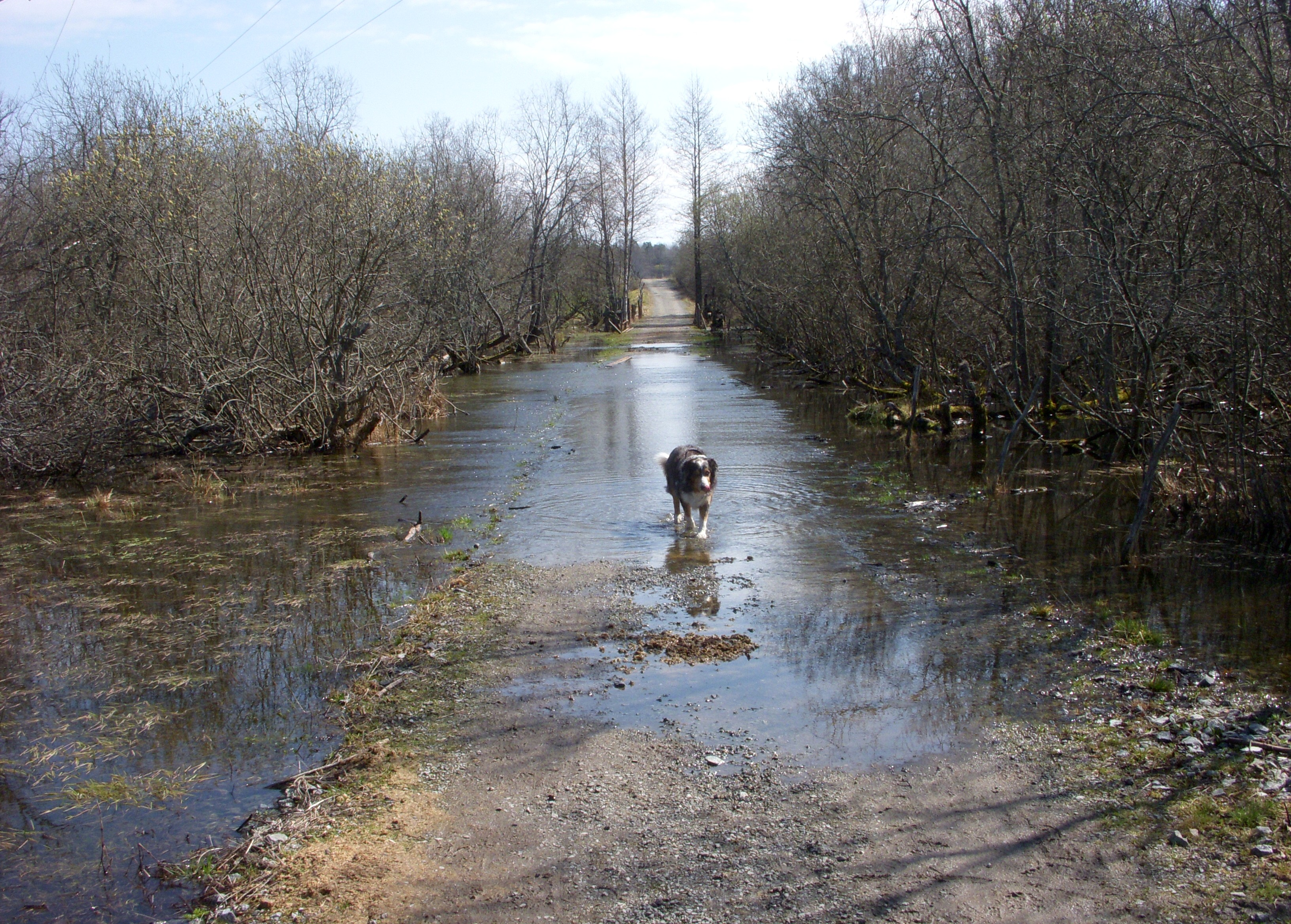
Orlångsån översvämmar bruksvägen på våren
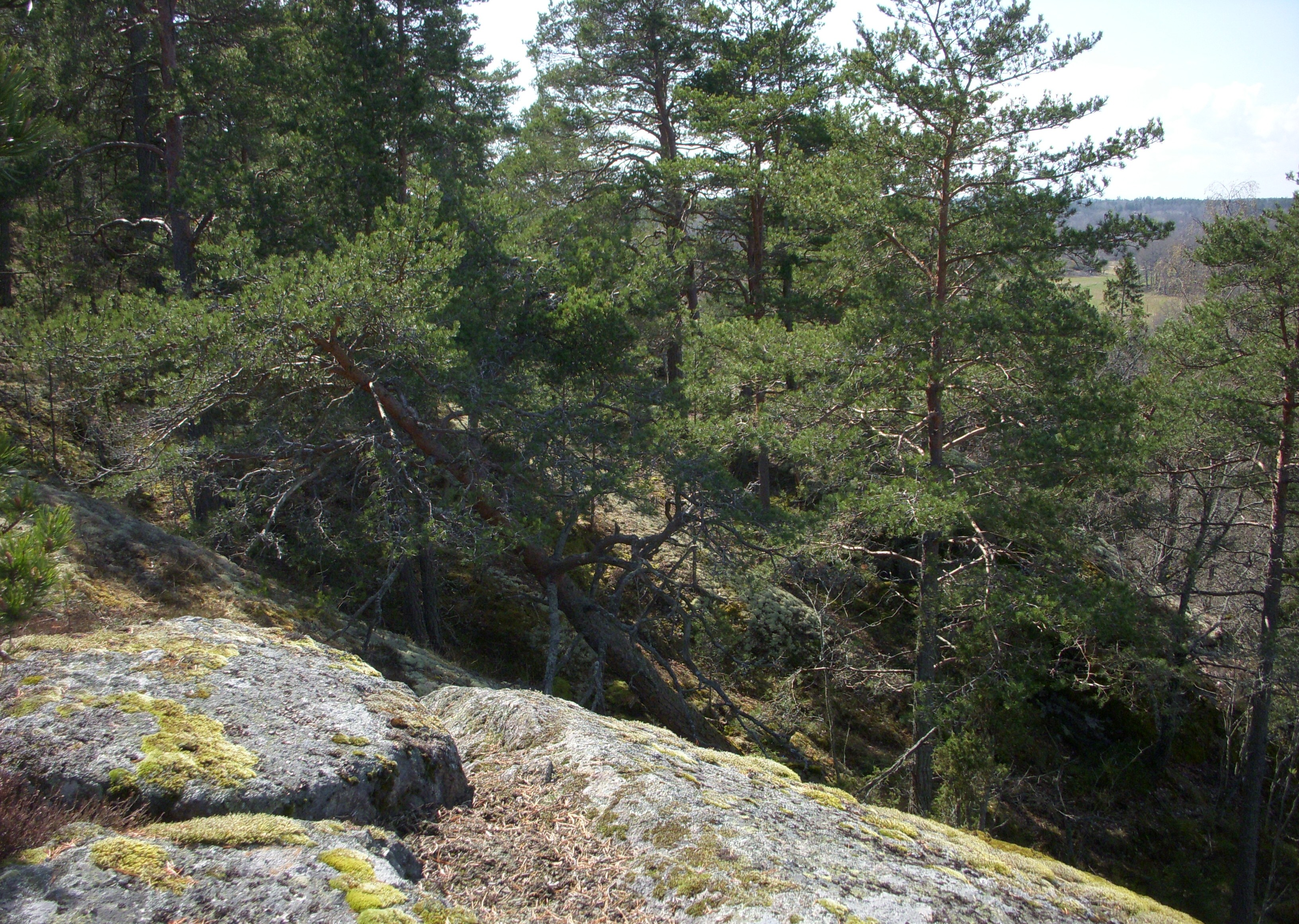
Borgberget vid Stora Orlångsjö

## Gårdar och torp i urval

### Stora Orlångsjö
År 1535 omfattade Orlångsjö två skattehemman. Stora Orlångsjö har "sedan äldsta tider" legat under Ågesta gård. Stora Orlångsjö, även kallat Orlångsjö länsmangård bevarades som självständig gård. Gården beboddes av självägande bönder tidvis på 1500-talet fram till 1800-talet som skattegårdar. Detta var unikt i Huddinge då gårdarna gavs som förläningar till frälse. Gården nyttjades en tid på 1600-talet av länsman i Svartlösa härad, därav namnet. Av Stora Orlångssjö är en stor gulmålad träbyggnad i två våningar bevarad samt några rödmålade uthus. Numera tillhör fastigheten Stockholms stad. I närheten finns fundamentrester av tidigare ekonomibyggnader.

### Bilder, Stora Orlångsjö

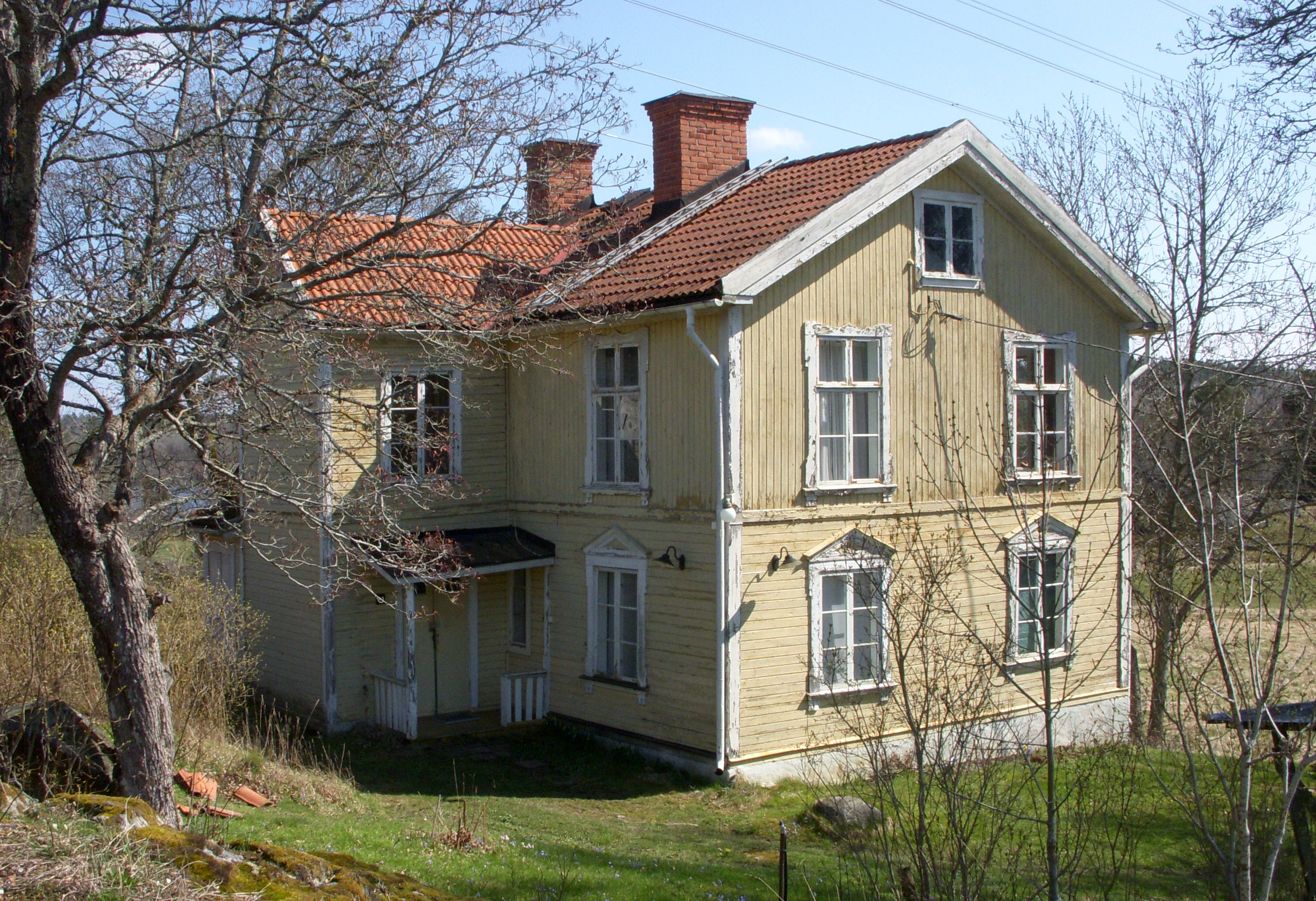
Stora Orlångsjö, huvudbyggnad
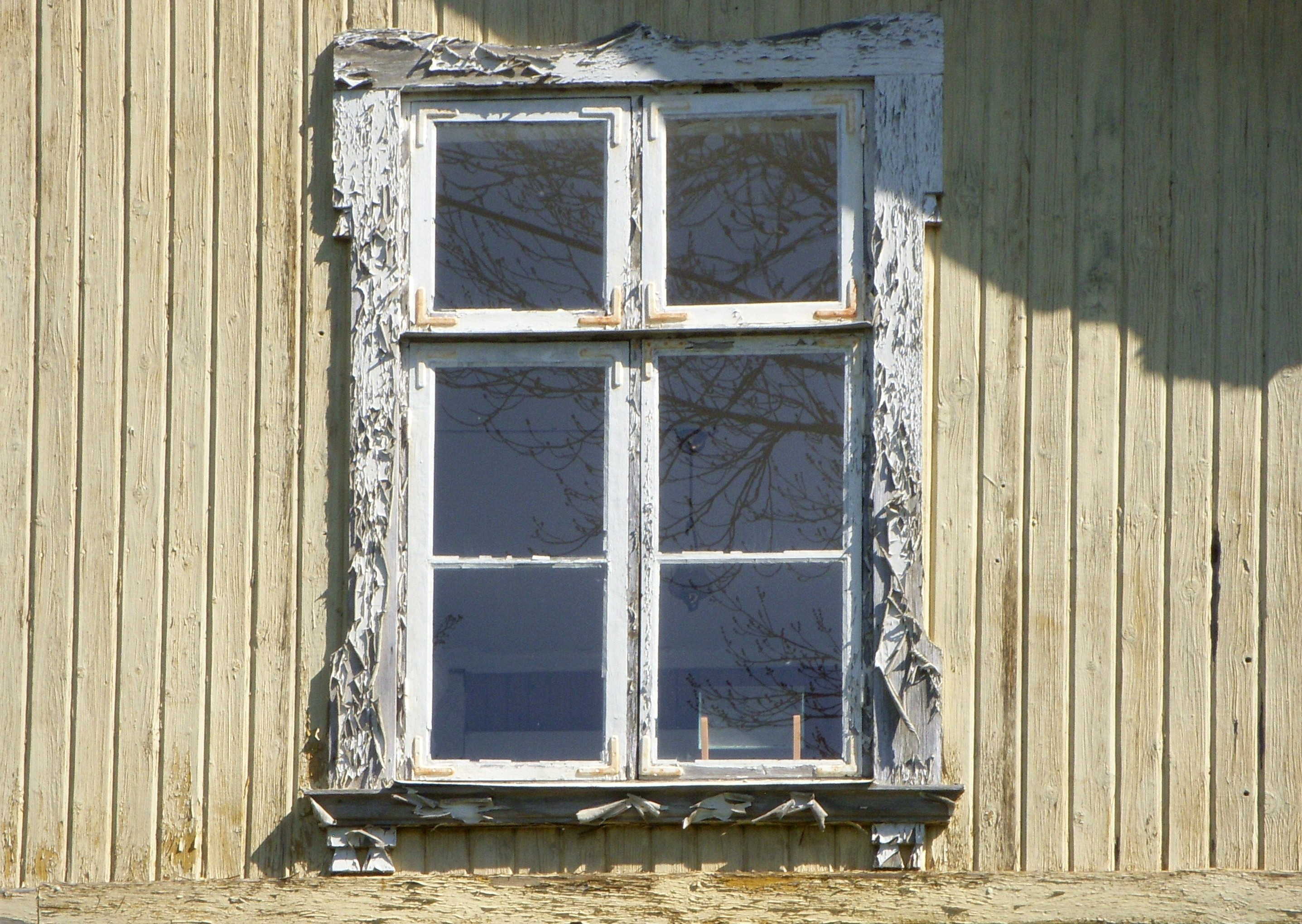
Fönsterdetalj (skador efter felaktig färg)
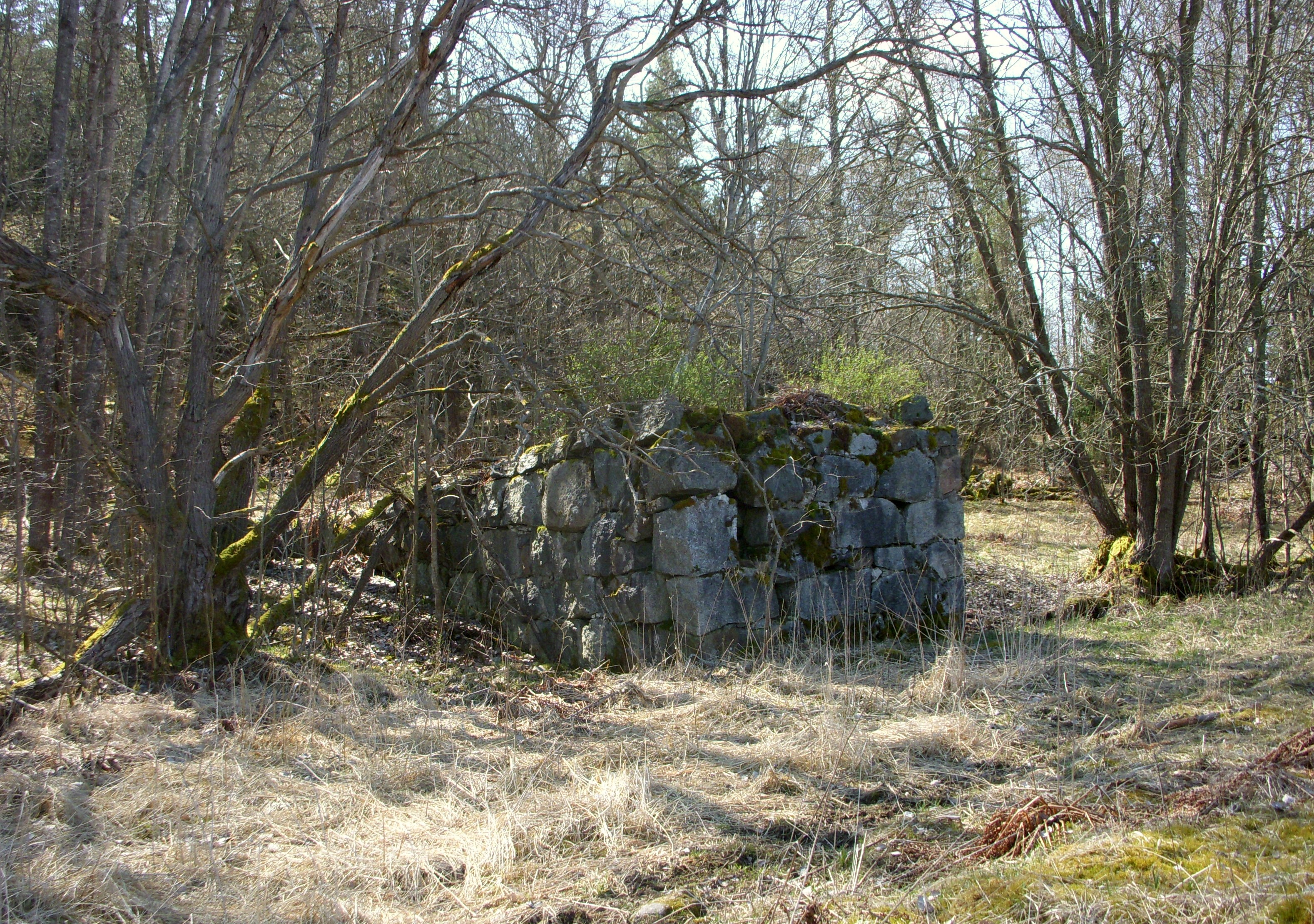
Fundamentrester vid gården
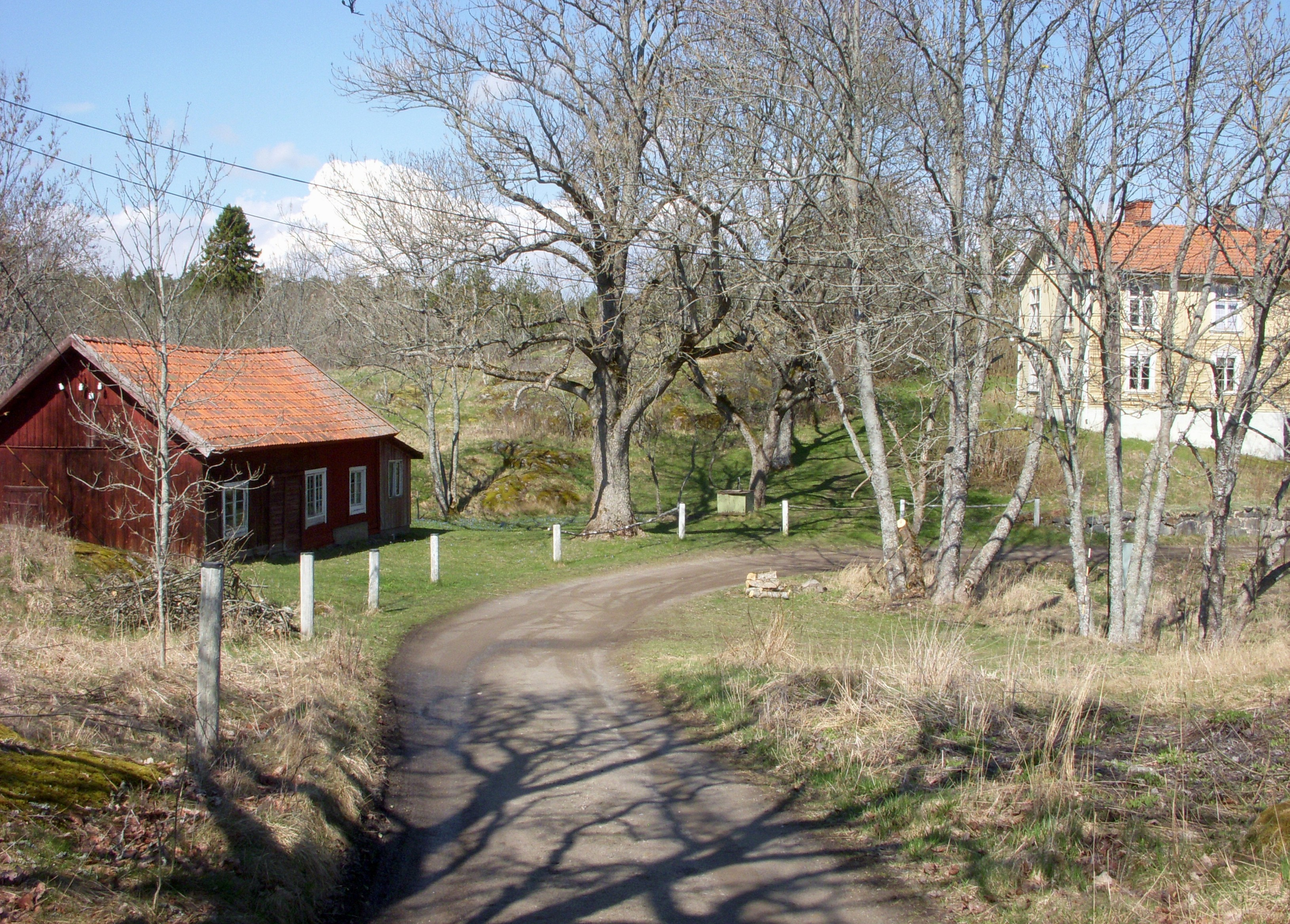
Skolleden går förbi gården

### Orlångsjö torp (Lilla Orlångsjö)
Strax norr om gården Stora Orlångsjö ligger Orlångsjö torp. Det var ett dagsverkstorp under Ågesta mellan 1851 och 1935 och ett av de sista som hade jordgolv. Den första torparen hette Carl-Erik Larsson med hustru Ulrika Carolina Lund medan det sista torparparet var Alfred och Hanna Johansson. Fram till 1851 var namnet på torpet Lilla Orlångsjö. Då låg huset på västra sidan om Orlångsån. I och med flytten till sin nuvarande plats fick det heta Orlångsjö torp. Stugan har byggts till och förändrats och är numera ett privatägd fritidshus.

### Hanestorp och Holmenstorp
Torpen ligger vid Skolleden. Båda är två av fyra båtsmanstorp i Huddinge kommun (med nr 104 och 107) som hörde från 1716 till 1888 respektive 1896 till det första Södermanlands båtsmanskompaniet. I Hanestorp (nr. 107) var första båtsmannen Per Carlsson-Hane (därav namnet Hanestorp) och den siste var Frans Gustav Söderlund-Sjöholm. I slutet av 1700-talet bodde här även sockenskräddaren Mårten Lindblad med hustru Maria. Då benämndes torpet även som Orlångsjö skräddarstuga.
I Holmenstorp (nr 104) hette den första båtsmannen Carl Johansson-Holm (därav namnet Holmenstorp) och den sista Carl Ludvig Almgren-Holm som bodde här mellan 1884 och 1896. Sedan blev torpet ett dagverkstorp under Ågesta fram till 1943. Den siste torparen var Hjalmar Åkerlind, han avled 1963 och hans hustru Elsa dog några år senare. Nuvarande byggnad flyttades hit sedan Holmenstorpet brunnit ner 1974.

### Norstugan
Norstugan ligger cirka 200 meter söder om Hanes torp intill gamla Skolleden.  Det var ett dagsverkstorp under Ågesta och anses som nybyggt 1835. Sista torparparet kom till Norstugan år 1895. De hade tre barn, tre pigor, en dräng och en tjänstegosse. På 1920-talet blev torpet ett småbruk och avstyckades från Ågesta. Idag ägs byggnaden av Stockholms stad som hyr ut den till scouter.

### Bilder, torp

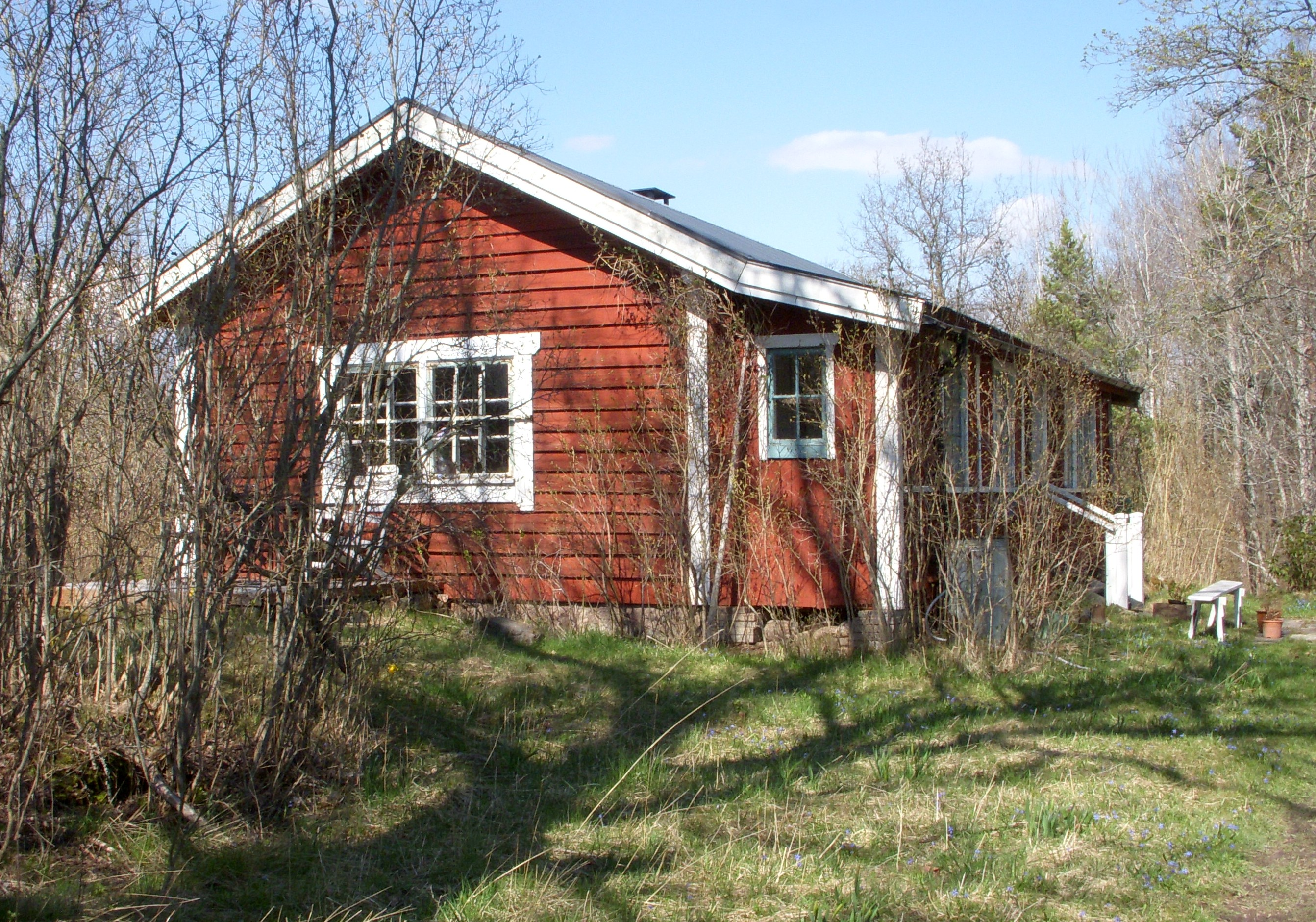
Lilla Orlångsjö
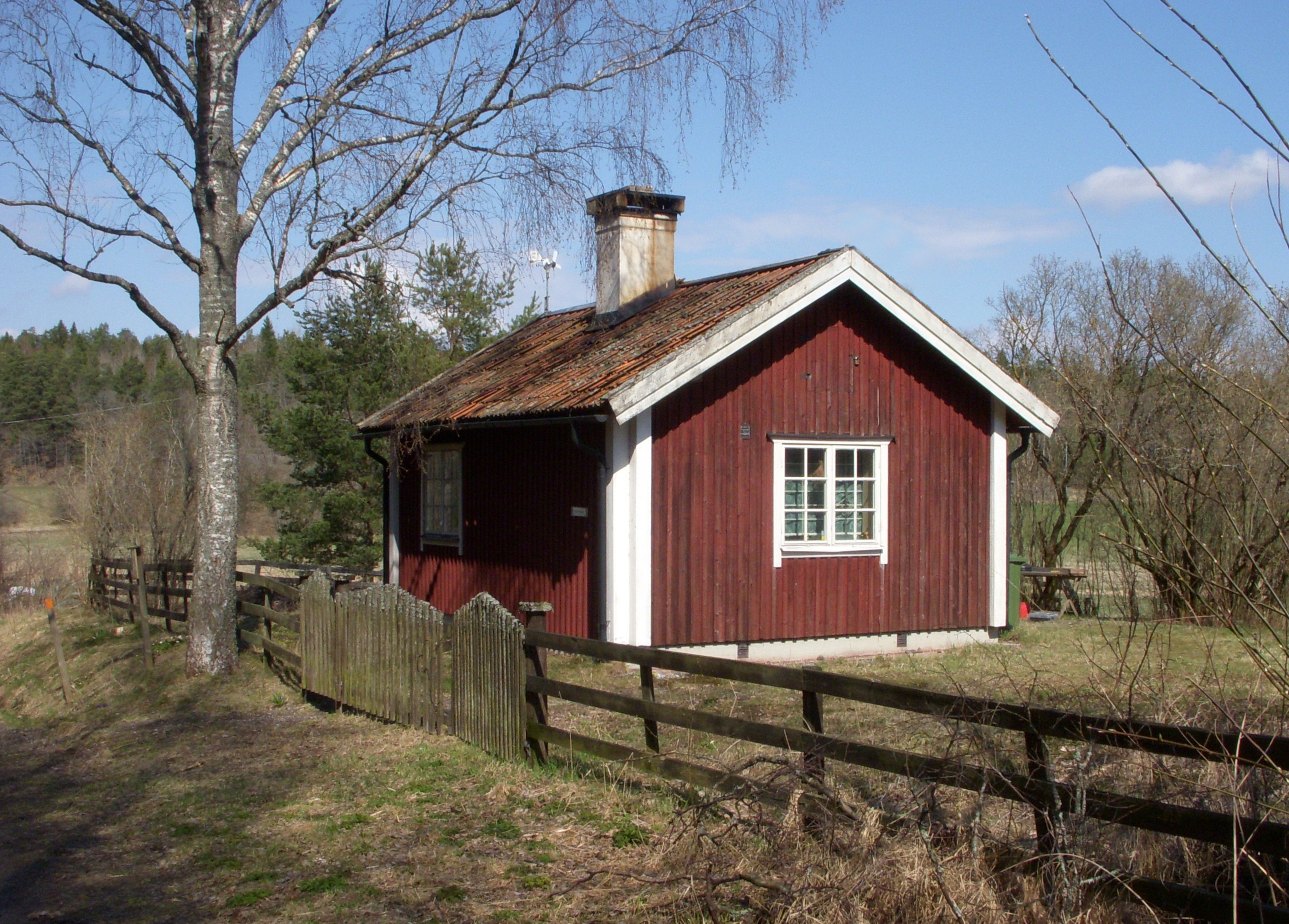
Hanestorp
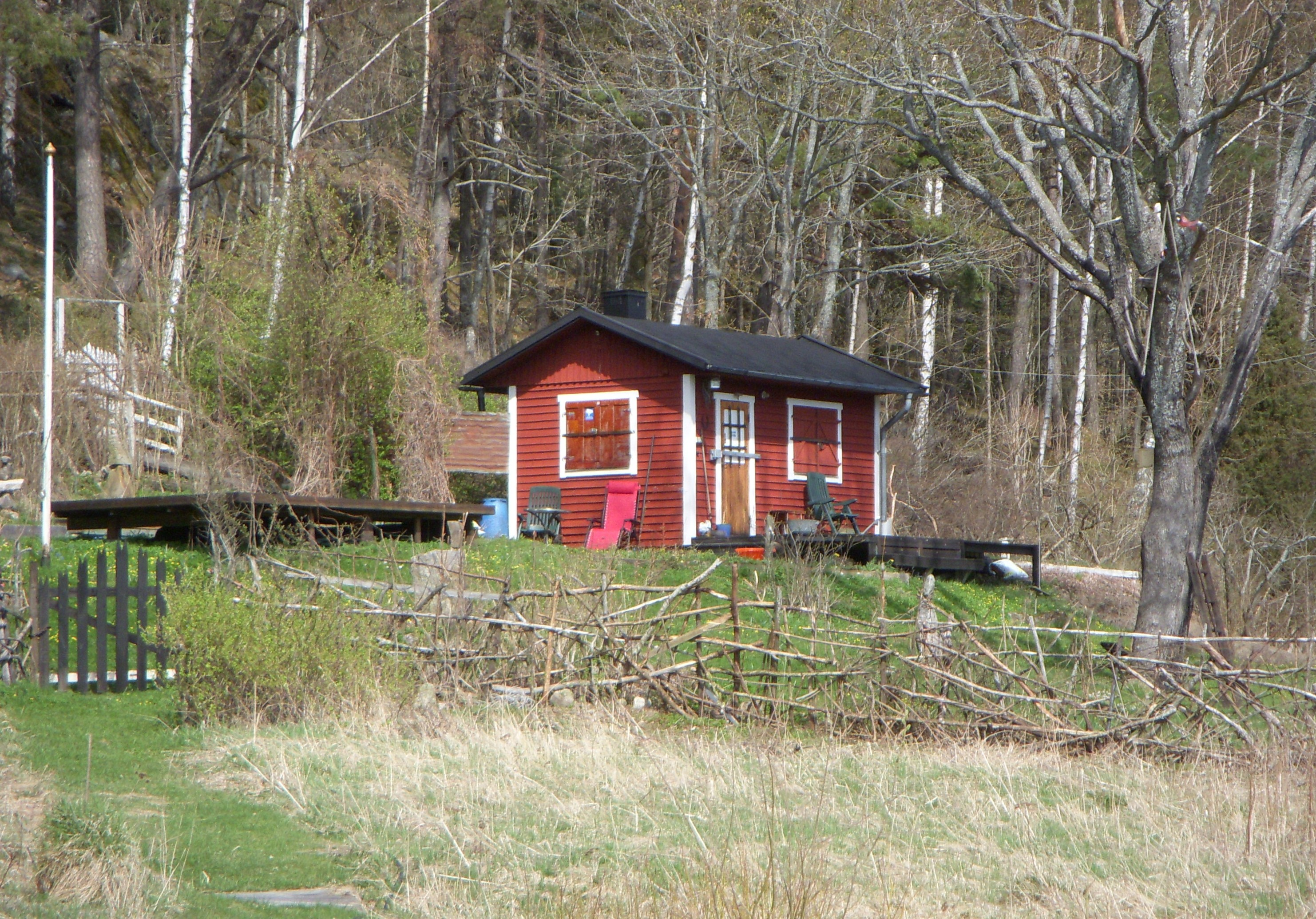
Dagens Holmenstorp (ej ursprunglig byggnad)
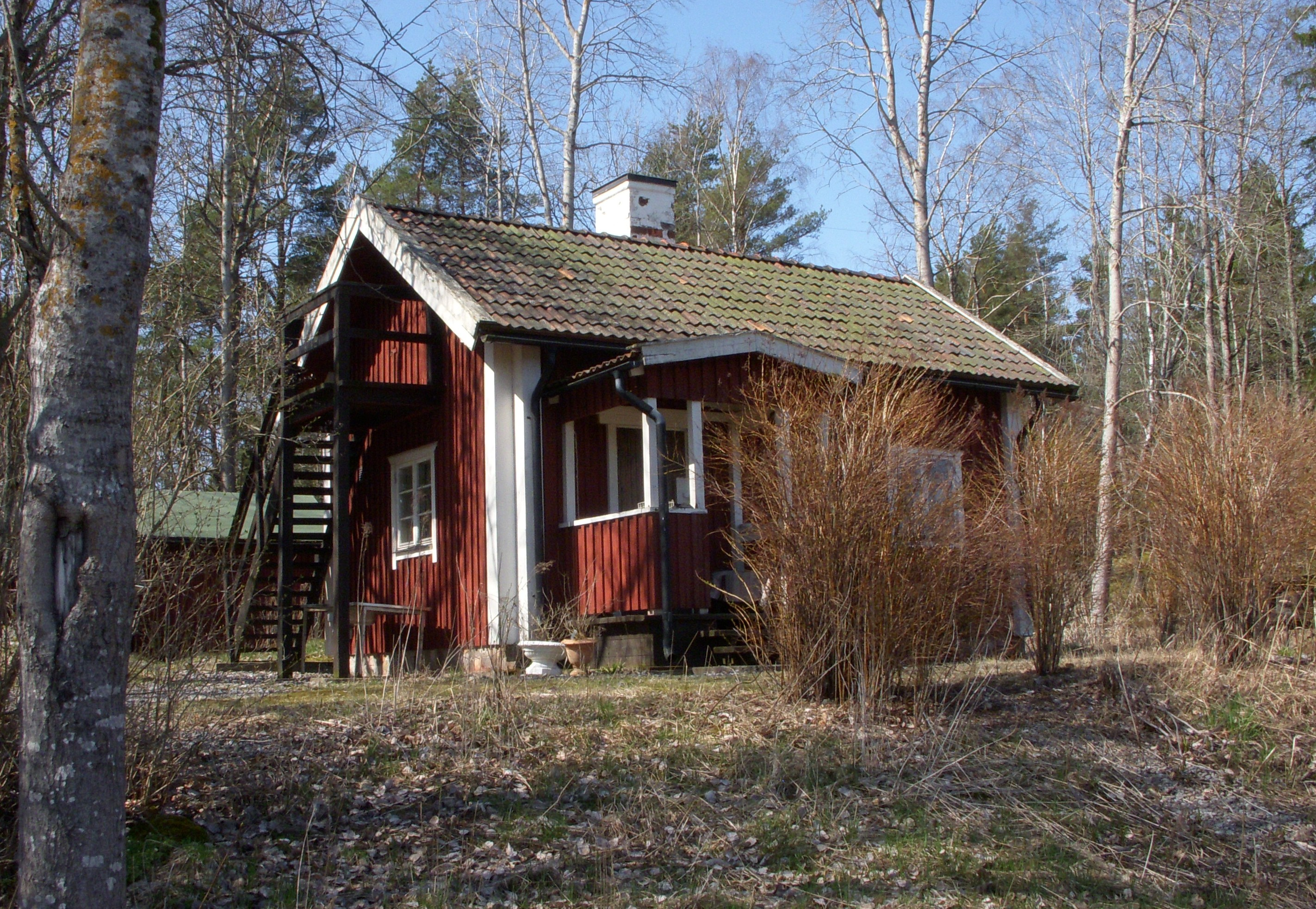
Norstugan